# Shim Eun-kyung
Shim Eun-kyung (심은경?, Sin Eun-gyeongLR, Sim ŬngyŏngMR; Gangneung, 31 maggio 1994) è un'attrice sudcoreana.
Ha esordito nel 2004, a nove anni, facendosi notare per il ruolo di una bambina che subisce abusi sessuali nel film dell'orrore Hansel e Gretel (2007). Il suo primo ruolo da protagonista adulta è stato nel 2011 nel film commedia drammatica Sunny. Nel 2019 ha avviato una carriera nel cinema giapponese con il film Shinbun kisha, grazie al quale è diventata la prima sudcoreana ad aggiudicarsi il premio di Miglior attrice agli Awards of the Japanese Academy.

## Filmografia

### Cinema
- Thomas An Jung-geun (도마 안중근?), regia di Seo Se-won (2004)
- Hansel e Gretel (헨젤과 그레텔?), regia di Yim Pil-sung (2007)
- Bulsinji-ok (불신지옥 ?), regia di Lee Yong-ju (2009)
- Banga-un sar-inja (	반가운 살인자?), regia di Kim Dong-wook (2010)
- Quiz wang (퀴즈왕?), regia di Jang Jin (2010)
- Jisang-ui bam (지상의 밤?) – cortometraggio (2010)
- Rolling Stars (롤링스타즈?), regia di Park Jung-oh (2011) – voce
- Sunny (써니?), regia di Kang Hyeong-cheol (2011)
- Romantic Heaven (로맨틱 헤븐?), regia di Jang Jin (2011)
- Masquerade (	광해: 왕이 된 남자?), regia di Choo Chang-min (2012)
- Susanghan geunyeo (수상한 그녀?), regia di Hwang Dong-hyuk (2014)
- Robot, Sori (로봇, 소리?), regia di Lee Ho-jae (2016)
- Neol gidarimyeo (널 기다리며?), regia di Mo Hong-jin (2016)
- Train to Busan (부산행?), regia di Yeon Sang-ho (2016) – cameo
- Seoul Station (서울역?), regia di Yeon Sang-ho (2016) – voce
- Geotgi-wang (걷기왕?), regia di Baek Seung-hwa (2016)
- Jojakdoen dosi (조작된 도시?), regia di Park Kwang-hyun (2017)
- Teukbyeolsimin (특별시민?), regia di Park In-je (2017)
- Yeomnyeok (염력?), regia di Yeon Sang-ho (2018)
- Gunghap (궁합?), regia di Hong Chang-pyo (2018)
- Shinbun kisha (新聞記者?), regia di Michihito Fujii (2019)
- Blue hour ni buttobasu (ブルーアワーにぶっ飛ばす?), regia di Yuko Hakota (2019)
- Kakū OL nikki (架空OL日記?), regia di Takashi Sumida (2020)
- Tsubaki no niwa (椿の庭?), regia di Yoshihiko Ueda (2021)
- Nanari no hisho The Movie (七人の秘書 THE MOVIE?), regia di Naomi Tamura (2022)

### Televisione
- Dae Jang-geum (대장금?) – serie TV (2003-2004)
- Gyeolhonhago sip-eun yeoja (결혼하고 싶은 여자?) – serie TV (2004)
- Jang Gil-san (장길산?) – serie TV (2004)
- Danpatppang (단팥빵?) – serie TV (2004-2005)
- Haesin (해신?) – serie TV (2004-2005)
- Geu yeoreum-ui taepung (그 여름의 태풍?) – serie TV (2005)
- Dokkaebiga itda (도깨비가 있다?) – film TV (2005)
- Saranghanda wensu-ya (사랑한다 웬수야?) – serie TV (2005)
- Bimilnamnyeo (비밀남녀?) – serie TV (2005)
- Peuraha-ui yeon-in (프라하의 연인?) – serie TV (2005)
- 641 gajok (641 가족?) – serie TV (2005-2006)
- Kkonnim-i (꽃님이?) – film TV (2006)
- Hwang Jin-yi (황진이?) – serie TV (2006)
- Bom-ui waltz (봄의 왈츠?) – serie TV (2006)
- Tae-wangsasin-gi (태왕사신기?) – serie TV (2007)
- Tae-yang-ui yeoja (태양의 여자?) – serie TV (2008)
- Gyeong-sug-i Gyeong-sug-abeoji (경숙이 경숙아버지?) – serie TV (2009)
- Taehuihyegyojihyeon-i (태희혜교지현이?) – serie TV (2009)
- Geosang Kim Man-deok (거상 김만덕?) – serie TV (2010)
- Nappeun namja (나쁜 남자?) – serie TV (2010)
- Nae-ildo cantabile (내일도 칸타빌레?) – serie TV (2014)
- Money Game (머니게임?) – serie TV (2020)
- Bak Ha-gyeong yeohaenggi (박하경 여행기?) – serie TV (2023)